# فیلیپ اس. آبرامز
فیلیپ اس. آبرامز (به انگلیسی: Philip S. Abrams) یک محقق علوم رایانه است که اولین پیاده‌سازی زبان برنامه‌نویسی ای‌پی‌ال را کرده است.

## ای‌پی‌ال
در سال ۱۹۶۲ کنت ای. آیورسن کتاب خود را به نام زبان برنامه‌نویسی منتشر کرد که در آن یک نماد ریاضی برای توصیف عملیات آرایه در ریاضیات توصیف می‌کرد. در سال ۱۹۶۵، آبرامز و لارنس ام برید کامپایلری تولید کردند که عبارات نماد ای‌پی‌ال آیورسن را به کد ماشین IBM 7090 ترجمه می‌کرد. در دهه ۱۹۷۰، او معاون توسعه شرکت ساینتیفیک تایم شیرینگ (STSC) بود.

## آثار انتخاب شده
فیلیپ اس. آبرامز, An APL Machine, Stanford Linear Accelerator Center (SLAC), فوریه, ۱۹۷۰.